# Moto Scooter
Moto Scooter S.A. war ein spanischer Hersteller von Automobilen.

## Unternehmensgeschichte
Das Unternehmen aus Madrid begann 1951 mit der Produktion von Automobilen. 1959 endete die Produktion der Sociedad Anónima. Trimak übernahm die Lizenzrechte.

## Fahrzeuge
Das einzige Modell war ein Dreirad, bei dem sich das einzelne Rad vorne befand. Das Fahrzeug gab es nur als Lieferwagen und mit Pritsche. Für den Antrieb sorgte ein Zweitaktmotor.